# Leichtathletik-Weltmeisterschaften 2023/Teilnehmer (Marokko)
| Goldmedaillen | Silbermedaillen | Bronzemedaillen |
| ------------- | --------------- | --------------- |
| 1             | —               | 1               |

Der Leichtathletikverband von Marokko nahm an den Leichtathletik-Weltmeisterschaften 2023 in Budapest teil. Achtzehn Athletinnen und Athleten wurden vom marokkanischen Verband nominiert.

## Ergebnisse

### Männer

#### Laufdisziplinen
| Athlet                 | Disziplin        | Vorlauf     | Vorlauf | Halbfinale  | Halbfinale | Finale       | Finale |
| Athlet                 | Disziplin        | Zeit        | Platz   | Zeit        | Platz      | Zeit         | Platz  |
| ---------------------- | ---------------- | ----------- | ------- | ----------- | ---------- | ------------ | ------ |
| Abdelati el-Guesse     | 800 m            | 1:45,24 min | 5       | 1:44,55 min | 14         | –            | –      |
| Oussama Nabil          | 800 m            | 1:47,79 min | 39      | DNQ         | DNQ        | –            | –      |
| Moad Zahafi            | 800 m            | DNS         | DNS     | DNQ         | DNQ        | –            | –      |
| Hicham Akankam         | 1500 m           | 3:47,45 min | 51      | DNQ         | DNQ        | –            | –      |
| Anass Essayi           | 1500 m           | 3:35,63 min | 23      | DNQ         | DNQ        | –            | –      |
| Abdelatif Sadiki       | 1500 m           | 3:37,19 min | 29      | DNQ         | DNQ        | –            | –      |
| Salaheddine Ben Yazide | 3000 m Hindernis | 8:38,14 min | 32      |             |            | DNQ          | DNQ    |
| Soufiane el-Bakkali    | 3000 m Hindernis | 8:23,66 min | 18      |             |            | 8:03,53 min  | 1      |
| Mohammed Msaad         | 3000 m Hindernis | 8:22,95 min | 16      |             |            | DNQ          | DNQ    |
| Mohamed Tindouft       | 3000 m Hindernis | 8:20,67 min | 12      |             |            | DNQ          | DNQ    |
| Mohamed Reda el-Aaraby | Marathon         |             |         |             |            | 2:13:55 h SB | 25     |
| Mustapha Houdadi       | Marathon         |             |         |             |            | 2:14:30 h    | 27     |
| Hamza Sahli            | Marathon         |             |         |             |            | DNF          | DNF    |

### Frauen

#### Laufdisziplinen
| Athletin               | Disziplin    | Vorlauf     | Vorlauf | Halbfinale | Halbfinale | Finale    | Finale |
| Athletin               | Disziplin    | Zeit        | Platz   | Zeit       | Platz      | Zeit      | Platz  |
| ---------------------- | ------------ | ----------- | ------- | ---------- | ---------- | --------- | ------ |
| Assia Raziki           | 800 m        | 55,21 s     | 19      | 55,15 s    | 18         | DNQ       | DNQ    |
| Noura Ennadi           | 400 m Hürden | 9:50,96 min | 30      |            |            | DNQ       | DNQ    |
| Rkia el-Moukim         | Marathon     |             |         |            |            | 2:33:54 h | 25     |
| Fatima Ezzahra Gardadi | Marathon     |             |         |            |            | 2:25:17 h | 3      |
| Hanane Qallouj         | Marathon     |             |         |            |            | DNS       | DNS    |